# Streptomyces griseus
Espèce
Synonymes
Actinomyces griseus, Krainsky 1914
Streptomyces griseus est une espèce de bactérie du genre Streptomyces que l'on trouve généralement dans le sol, bien que quelques souches aient été également rapportées depuis les sédiments océaniques profonds. Il s'agit d'une bactérie à Gram positif avec un pourcentage de GC élevé. Tout comme la plupart des autres streptomycètes, les souches de S. griseus sont des producteurs connus d'antibiotiques et d'autres métabolites secondaires à intérêt commercial. Ces souches sont connues pour produire 32 types structurels différents de composés bioactifs. La streptomycine, le premier antibiotique bactérien jamais reporté, provient de souches de S. griseus. Récemment, le séquençage complet du génome de l'une de ces souches a été effectuée.
L'histoire taxonomique de S. griseus et de ses souches phylogénétiquement apparentées a été chaotique. Cette bactérie a été en premier lieu décrite en 1914 par Krainsky, qui l'a appelée Actinomyces griseus. Le nom a été changé en 1948 par Waksman et Henrici en Streptomyces griseus. L'intérêt pour ces souches vient de leur capacité à produire la streptomycine, un composé ayant montré une activité bactéricide significative contre des organismes comme Yersinia pestis (pathogène causant la peste) et Mycobacterium tuberculosis (pathogène causant la tuberculose). La streptomycine a été découverte dans le laboratoire de Waksman, bien que ce soit son doctorant Schatz qui ait probablement fait la plupart du travail sur ces souches de bactéries et l'antibiotique qu'elles produisent. 

## Taxonomie
Streptomyces est le genre d'Actinobacteria contenant le plus d'espèces et constitue le genre-type de la famille des Streptomycetaceae. Ce sont des bactéries à Gram positif avec un fort pourcentage de GC caractérisées par un métabolisme secondaire complexe. Elles produisent plus de deux tiers des antibiotiques d'origine naturelle cliniquement utiles. Les streptomycètes sont trouvés majoritairement dans le sol et les végétaux en décomposition, et la plupart produisent des spores. Ils possèdent une odeur "terreuse" distincte résultant de la production d'un métabolite volatil, la géosmine.
Comme d'autres streptomycètes, S. griseus a un pourcentage de GC élevé dans son génome, avec une moyenne de 72,2%. L'espèce a été d'abord classifiée dans le genre Streptomyces par Waksman et Henrici en 1948. La taxonomie de S. griseus et ses souches évolutivement apparentées a été une source considérable de confusion pour les systématiciens microbiens. Les données de la séquence génique de l'ARNr 16S ont été utilisées pour reconnaître les souches apparentées, et sont regroupées dans le clade génique de l'ARNr 16S de S. griseus. Les souches de ce clade ont des propriétés phénotypiques homogènes mais montrent une hétérogénéité génotypique substantielle si on se base sur les données génomiques. Plusieurs tentatives sont encore réalisées pour résoudre ce problème en utilisant des techniques comme l'homologie ADN:ADN et le typage de séquence multilocus,. Un séquençage du génome entier a récemment été réalisé sur la souche IFO 13350 de S. griseus.

## Physiologie et morphologie
S. griseus et ses souches apparentées se sont récemment révélées être alcalophiles, c'est-à-dire qu'elles poussent le mieux dans des conditions de pH alcalines. Bien que ces organismes poussent dans une grande variété de pH (de 5 à 11), ils montrent un optimum de croissance à un pH de 9. Ils produisent des masses de spores grises et des pigments inverses de couleur gris-jaune lorsqu'ils poussent en colonies. Les spores ont des surfaces lisses et sont arrangés en chaînes droites.

## Écologie
Les souches de Streptomyces griseus ont été isolées à partir de divers milieux, dont les pointes jetables de pipettes, la rhizosphère, les sédiments océaniques profonds et les écosystèmes sablonneux des dunes et des plages côtières. Des études récentes ont indiqué que les souches de S. griseus pourraient subir une évolution spécifique à l'écosystème où elles vivent, ce qui génère de la diversité génétique dans l'écosystème spécifique, que l'on appelle écovars.

## Production d'antibiotiques
L'intérêt pour le genre Streptomyces pour ses antibiotiques est venu à la suite de la découverte de la streptomycine dans une souche de S. griseus en 1943. La découverte de cette antibiotique anti-tuberculose a fait gagner à Waksman le Prix Nobel de Physiologie ou Médecine en 1952. Cette récompense a été controversée car elle a exclu la nomination de Schatz, aujourd'hui reconnu comme l'un des co-découvreurs majeurs de la streptomycine,,. Les souches de cette espèce sont maintenant connues comme sources riches d'antibiotiques et pour produire 32 types structurels différents de métabolites secondaires à intérêt commercial,. De plus, les études génomiques ont révélé qu'une seule souche de S. griseus IFO 13350 a la capacité de produire 34 métabolites secondaires différents.

## Microbe Officiel de l'État du New Jersey
S. griseus a été désigné comme Microbe Officiel de l'État du New Jersey dans le projet de loi soumis par le sénateur S. Thompson (R-12) en mai 2017 et par la députée A. Quijano (D-20) en juin 2017,.
L'organisme a été choisi car c'est un natif du New Jersey qui a apporté des contributions uniques à la santé et la recherche scientifique dans le monde. Une souche de S. griseus qui a produit la streptomycine a été découverte dans le New Jersey dans un "sol fortement fertilisé" issu de la Station Agricole Expérimentale par Albert Schatz en 1943. La streptomycine est remarquable car elle est :
- le premier antibiotique significatif découvert après la pénicilline ;
- le premier antibiotique systémique découvert aux États-Unis ;
- le premier antibiotique actif contre la tuberculose ;
- le traitement de premier plan contre la peste.

De plus, le New Jersey était le berceau de Selman Waksman qui a gagné le Prix Nobel en Physiologie ou Médecine pour ses études systématiques de production d'antibiotiques par S. griseus et d'autres microbes du sol.
Le projet de loi attend d'être discuté par les différentes chambres législatives.